# Henri Bernadotte
Jean Henri Bernadotte (Pau, 14 oktober 1711 - 31 maart 1780) was een Franse advocaat. Hij staat bekend als de vader van Karel XIV Johan van Zweden, de stichter van de huidige Zweedse koninklijke familie.
Henri was een plaatselijke aanklager, uit een familie van ambachtslieden, die ooit wegens schulden in de gevangenis had gezeten. Dit was een bescheiden gezin dat slechts één verdieping van het huis bewoonde in een zijstraat in een populaire en perifere wijk van Pau, 8 de la rue Tran, waar zich nu het Musée Bernadotte bevindt. Hij huwde op 20 februari 1754, in Boeil met Jeanne St. Jean (Boeil 1 april 1728 - 8 januari 1809).